# Sabbie mobili (film 1950)
Sabbie mobili è un film del 1950, diretto dal regista Irving Pichel.

## Trama
Dan Brady, un giovane meccanico californiano, si impossessa di 20 dollari dalla cassa del suo datore di lavoro per poter andare ad un appuntamento con un'avvenente bionda di nome Vera Novak. Nel tentativo di nascondere il suo piccolo furto, Dan si ritroverà presto risucchiato in una spirale di avvenimenti e peripezie che faranno aumentare la cifra da restituire ad una somma da capogiro costringendolo a commettere azioni sempre più criminose.

## Produzione
La pellicola fu finanziata dallo stesso Rooney in società con Peter Lorre. La maggior parte del film venne girato a Santa Monica e le scene in esterno presso il vecchio moldo della città. In una scena ambientata all'interno di un locale notturno, fa la sua apparizione il jazzista Red Nichols con la sua band i Five Pennies.